# أنطوان ماكلاين
أنطوان ماكلاين (بالإنجليزية: Antoine McClain)‏ هو لاعب كرة قدم أمريكية أمريكي، ولد في 6 ديسمبر 1989 في أننيستون في الولايات المتحدة.

## وصلات خارجية
- أنطوان ماكلاين على موقع مرجع كرة القدم المحترفة.كوم (الإنجليزية)